# Ханс фон Рехберг
Ханс фон Рехберг или Йохан фон Рехберг-Хоенрехберг (на немски: Hans von Rechberg; Hans von Rechberg-Hohenrechberg; Johann von Rechberg-Hohenrechberg; * ок. 1410; † 13 ноември 1474, Филинген, Шварцвалд) от благородническия швабски род Рехберг, е господар на Рехберг, Хоенрехберг (при Швебиш Гмюнд), Гамертинген и ерцхерцогски съветник. Той основава господството Шрамберг. Участва във военни и крадливи походи в швейцарската и швабската територия.

## Биография
Той е най-малкият син на Хайнрих фон Рехберг († 1437) и съпругата му Агнес фон Хелфенщайн († сл. 1416), дъщеря на граф Улрих XIII фон Хелфенщайн († 1375) и съпругата му Анна фон Йотинген († 1410/1411), дъщеря на граф Лудвиг XI фон Йотинген († 1370) и графиня Имагина фон Шауенбург († 1377). Брат е на Албрехт II фон Хоенрехберг, княжески епископ на Айхщет (1429 – 1445), Вилхелм II фон Рехберг 'Стари' († 1453), Конрад († сл. 1419), Хайнрих († сл. 1424), Волф († сл. 1438), Георг († сл. 1479) и Улрих I фон Рехберг († 1458).
От 1430-те години Ханс фон Рехберг е вюртембергски рицар и участва в множество битки.
Той убит по време на крадлив поход на 13 ноември 1474 г. във Филинген, Фрайбург, Баден-Вюртемберг. Има девет деца от два брака.

## Фамилия
Първи брак: ок. 1432 г. с графиня Вероника/Верена фон Валдбург (* ок. 1400; † ок. 1443), вдовица на Йохан III 'Млади' фон Цимерн († 21 януари 1430), дъщеря на граф Йохан II фон Валдбург († 1424) и фрайин Урсула фон Абенсберг († 1422). Те имат три деца:
- Хайнрих фон Рехберг-Шварценберг († 21 март 1503), господар на Шварценберг (1460), пфлегер на Вайсенщайн (1473), женен пр. 3 декември 1459 г. за Аделхайд фон Шварценберг, дъщеря на Ханс Вернер фон Шварценберг († 26 април 1459) и Беатрикс фон Геролдсек († 31 юли 1458), дъщеря на Валтер VIII фон Геролдсек († сл. 1432) и Елизабет фон Лихтенберг († сл. 1427)
- Барбара фон Рехберг († пр. 13 август 1493), омъжена пр. 30 октомври 1462 г. за Ханс Якоб фон Фалкенщайн († пр. 13 август 1493)
- Улрих фон Рехберг († сл. 1462)

Втори брак: пр. 1 август 1446 г. с Елизабет фон Верденберг-Зарганс († 23 август 1469), дъщеря на граф Хайнрих VII (IX/II) фон Верденберг-Зарганс-Зоненберг († сл. 1447) и Агнес фон Матч († сл. 1464). Те имат шест деца:
- Албрехт фон Рехберг († 26 юли 1502, Елванген), пропст в Елванген (1461 – 1502), домхер в Аугсбург (1463 – 65), вюртембергски съветник (1469)
- Вилхелм I фон Рехберг „Дългия“ († 1502/1503, убит близо до Шердинг), хауптман на град Аугсбург (1462), баварски фогт на Таненбург (1480 – 1484), пфлегер на Вендинг и Хайденхайм (1493 – 1495), женен на 30 май 1471 г. за Доротея фон Раминген († сл. 1511), дъщеря на Паул фон Раминген и Катарина фон Гумпенберг
- Агнес фон Рехберг († 1462), погребана в „Св. Георген“
- Албрехт фон Рехберг († сл. 1464)
- Лудвиг фон Рехберг († пр. 31 октомври 1504), женен за Аделхайд фон Мюленхайм-Брантгас († сл. 12 ноември 1513)
- Кристоф фон Рехберг († сл. 1464)